# Si no amaneciera
Si no amaneciera (Hold Back the Dawn) es una película estadounidense de 1941 dirigida por Mitchell Leisen. Narra la historia de un gigoló rumano que se casa con una estadounidense para poder entrar legalmente en los Estados Unidos y acaba enamorándose de ella. La película es una adaptación de Charles Brackett y Billy Wilder de la novela homónima de Ketti Frings. 
La película fue candidata a varios Oscars: mejor actriz (Olivia de Havilland), mejor dirección artística, mejor fotografía, mejor música original, mejor película y mejor guion adaptado.

## Trama
La historia comienza con Georges Iscovescu (Boyer) contando su historia a un director de cine de Hollywood en Paramount en un esfuerzo por ganar algo de dinero rápido. Georges es un gigoló nacido en Rumania que ha llegado a una ciudad fronteriza mexicana en busca de entrada a Estados Unidos. Tiene que soportar un período de espera de hasta ocho años para obtener un número de cuota, viviendo con otros inmigrantes esperanzados en el Hotel Esperanza. Después de seis meses, está arruinado e infeliz. Cuando se encuentra con su expareja de baile Anita Dixon (Goddard), ella le explica cómo obtuvo rápidamente la ciudadanía estadounidense al casarse con un estadounidense, de quien luego, con la misma rapidez, se divorció.
Georges resuelve el mismo plan. Pronto se dirige a la maestra visitante de la escuela, la señorita Emmy Brown (de Havilland), que se encuentra en México en una excursión de un día con su clase de unos quince niños pequeños. Georges logra extender el tiempo necesario para reparar su automóvil averiado. Emmy y sus alumnos duermen en el vestíbulo del completo Esperanza Hotel. Esto le brinda a Georges la oportunidad de cortejar rápida e intensamente a Emmy en las primeras horas de la mañana; ella se despierta con él sentado cerca y mirándola con amor. Al afirmar que ella es la imagen exacta del amor perdido de su vida, su ardor aparentemente intenso hacia un extraño es plausible, y se casan más tarde ese mismo día. Sin embargo, George debe esperar algunas semanas antes de ingresar a Estados Unidos y Emmy regresa a casa con los niños.
Unos días después, Emmy regresa inesperadamente, lo que complica los planes de Georges. El inspector de inmigración Hammock (Abel) también aparece, buscando estafadores como Georges, y necesitando la partida de Georges y un Emmy involuntario. Conduce toda la noche, llegando al amanecer a un pequeño pueblo. Participan en un festival de bendiciones tradicionales para los recién casados, un evento que Emmy asume ha sido el destino de Georges desde el principio. Georges no había planeado consumar el matrimonio, creyendo que podría devolverla a su pequeña ciudad esencialmente sin cambios por el matrimonio, y finge una lesión en el hombro. Sin embargo, a medida que el viaje continúa, Emmy lo sorprende y lo encanta cada vez más. Cuando se detienen en la playa, Emmy se baña en el agua verde y fría y Georges no puede resistirse a hacerle el amor.
Sin embargo, esto pone en peligro el plan de Anita para que ella y Georges se reúnan en Nueva York y trabajen juntos, a lo que él había accedido. Anita lleva mucho tiempo enamorada de Georges y, a su regreso, informa brutalmente a Emmy de todo el plan recitando la inscripción en el anillo de bodas de Emmy, que Georges dijo que era de su madre. Hammock luego le pide a Emmy que verifique la legitimidad de su matrimonio; ella no lo entrega, culpando en parte a su propia ingenuidad, pero sin embargo lo deja. Al regresar a los EE. UU., Conduce distraída, angustiada por la traición de Georges. Cuando un velo de encaje negro que Georges le había comprado le cae en la cara, resulta gravemente herida en un accidente automovilístico.
Cuando Georges se entera de esto, inmediatamente cruza la frontera, poniendo en peligro su visa para ir a verla. Al escuchar su voz se despierta; Al verlo, su sufrimiento se alivia y la respiración y los latidos del corazón se normalizan mientras él se sienta con ella durante horas. Sin embargo, Hammock todavía está detrás de él, y cuando Georges ve llegar la policía, se marcha. Se dirige a Paramount para tratar de vender su historia al director Dwight Saxon ( Mitchell Leisen ), con el fin de conseguir el dinero para el cuidado de Emmy. Hammock lo alcanza y lo devuelve a México.
Algunas semanas después, Hammock regresa a la ciudad fronteriza. Anita tiene un nuevo sugar daddy. Como era de esperar, Georges no ha tenido noticias de Emmy y cree lo peor, sentado abatido en un banco escribiendo notas en la arena. Hammock se une a él y le dice a Georges que no denunció la entrada ilegal; la visa de Georges ha sido aprobada. Georges levanta la vista para ver a Emmy, con un hermoso sombrero, saludándolo felizmente al sol desde el otro lado de la frontera. Él cruza y se van.

## Reparto
- Charles Boyer ... Georges Iscovescu
- Olivia de Havilland ... Emmy Brown
- Paulette Goddard ... Anita Dixon
- Victor Francen ... Van Den Luecken
- Walter Abel ... Inspector Hammock
- Curt Bois ... Bonbois
- Rosemary DeCamp ... Berta Kurz
- Eric Feldary ... Josef Kurz
- Nestor Paiva ... Red Flores
- Eva Puig ... Lupita
- Micheline Cheirel ... Christine
- Madeleine Lebeau ... Annie
- Billy Lee ... Tony
- Mikhail Rasumny .... Mecánico
- Charles Arnt ... Sr. John MacAdams
- Arthur Loft ... Sr. Elvestad
- Mitchell Leisen ... Sr. Saxon